# Yasunori Takada
Yasunori Takada (født 22. februar 1979) er en tidligere japansk fodboldspiller.
Han har spillet for flere forskellige klubber i sin karriere, herunder Shonan Bellmare og Thespa Kusatsu.